# مبتدا و خبر
مبتدا و خبر از اصلاحات علم نحو و دو رکن اساسی جمله اسمیه است.

## تعریف
مبتدا آن اسمی است که در ابتدای جمله اسمیه قرار گرفته‌است و خبر هم آن کلمه یا کلماتی است که معمولاً بعد از مبتدا می‌آید و باعث کامل کردن معنای مبتدا می‌شود. مبتدا و خبر دارای اعراب رفع کلمات دارای _ٌ 
هستند.

## اقسام

### اقسام مبتدا
مبتدا بر دو قسم است:
- مبتدای اسمی: اسمی است که مسندٌ‌الیه واقع شود و مجرد از عوامل لفظیه باشد.
- مبتدای وصفی: وصفی است که بعد از نفی یا استفهام قرار گرفته باشد و باعث شود اسم ظاهر یا ضمیر منفصل بعدش مرفوع شود.[۲]

### اقسام خبر
خبر نیز بر دو قسم است:
- مفرد: در صورتی که خبر کلمه باشد.
- جمله: در صورتی که خبر یک جمله باشد که در اصطلاح به آن جمله خبریه نیز گفته می‌شود.[۳]